# Carter Camper
Carter James Camper, född 6 juli 1988, är en amerikansk professionell ishockeyspelare som tillhör HA-organisationen IK Oskarshamn. Han har tidigare spelat på NHL-nivå för Boston Bruins och på lägre nivåer för Providence Bruins, Springfield Falcons och Binghamton Senators i AHL och Miami RedHawks (Miami University) i National Collegiate Athletic Association (NCAA).
Camper blev aldrig draftad av något lag.

## Statistik
| 2004–2005   | Cleveland Barons       | NAHL        | 54  | 14 | 23  | 37  | 16 | —  | — | —  | —  | — |
| 2005–2006   | Cleveland Barons       | NAHL        | 57  | 31 | 41  | 82  | 26 | 14 | 6 | 15 | 21 | 4 |
|             | U.S. National U17 Team |             | 4   | 4  | 6   | 10  | 0  | —  | — | —  | —  | — |
| 2006–2007   | Lincoln Stars          | USHL        | 56  | 23 | 48  | 71  | 40 | 4  | 1 | 1  | 2  | 2 |
| 2007–2008   | Miami RedHawks         | NCAA        | 33  | 15 | 26  | 41  | 20 | —  | — | —  | —  | — |
| 2008–2009   | Miami RedHawks         | NCAA        | 40  | 20 | 22  | 42  | 24 | —  | — | —  | —  | — |
| 2009–2010   | Miami RedHawks         | NCAA        | 44  | 15 | 28  | 43  | 14 | —  | — | —  | —  | — |
| 2010–2011   | Miami RedHawks         | NCAA        | 39  | 19 | 38  | 57  | 27 | —  | — | —  | —  | — |
|             | Providence Bruins      | AHL         | 3   | 1  | 1   | 2   | 2  | —  | — | —  | —  | — |
| 2011–2012   | Boston Bruins          | NHL         | 3   | 1  | 0   | 1   | 0  | —  | — | —  | —  | — |
|             | Providence Bruins      | AHL         | 69  | 18 | 30  | 48  | 18 | —  | — | —  | —  | — |
| 2012–2013   | Providence Bruins      | AHL         | 57  | 10 | 37  | 47  | 6  | 12 | 8 | 5  | 13 | 0 |
| 2013–2014   | Providence Bruins      | AHL         | 41  | 8  | 23  | 31  | 16 | —  | — | —  | —  | — |
|             | Springfield Falcons    | AHL         | 19  | 4  | 16  | 20  | 8  | 5  | 1 | 4  | 5  | 0 |
| NHL totalt  | NHL totalt             | NHL totalt  | 3   | 1  | 0   | 1   | 0  | —  | — | —  | —  | — |
| AHL totalt  | AHL totalt             | AHL totalt  | 189 | 41 | 107 | 148 | 50 | 17 | 9 | 9  | 18 | 0 |
| NCAA totalt | NCAA totalt            | NCAA totalt | 156 | 69 | 114 | 183 | 85 | —  | — | —  | —  | — |